# Liste des Z 5600
Cette page est une annexe de l'article « Z 5600 ».

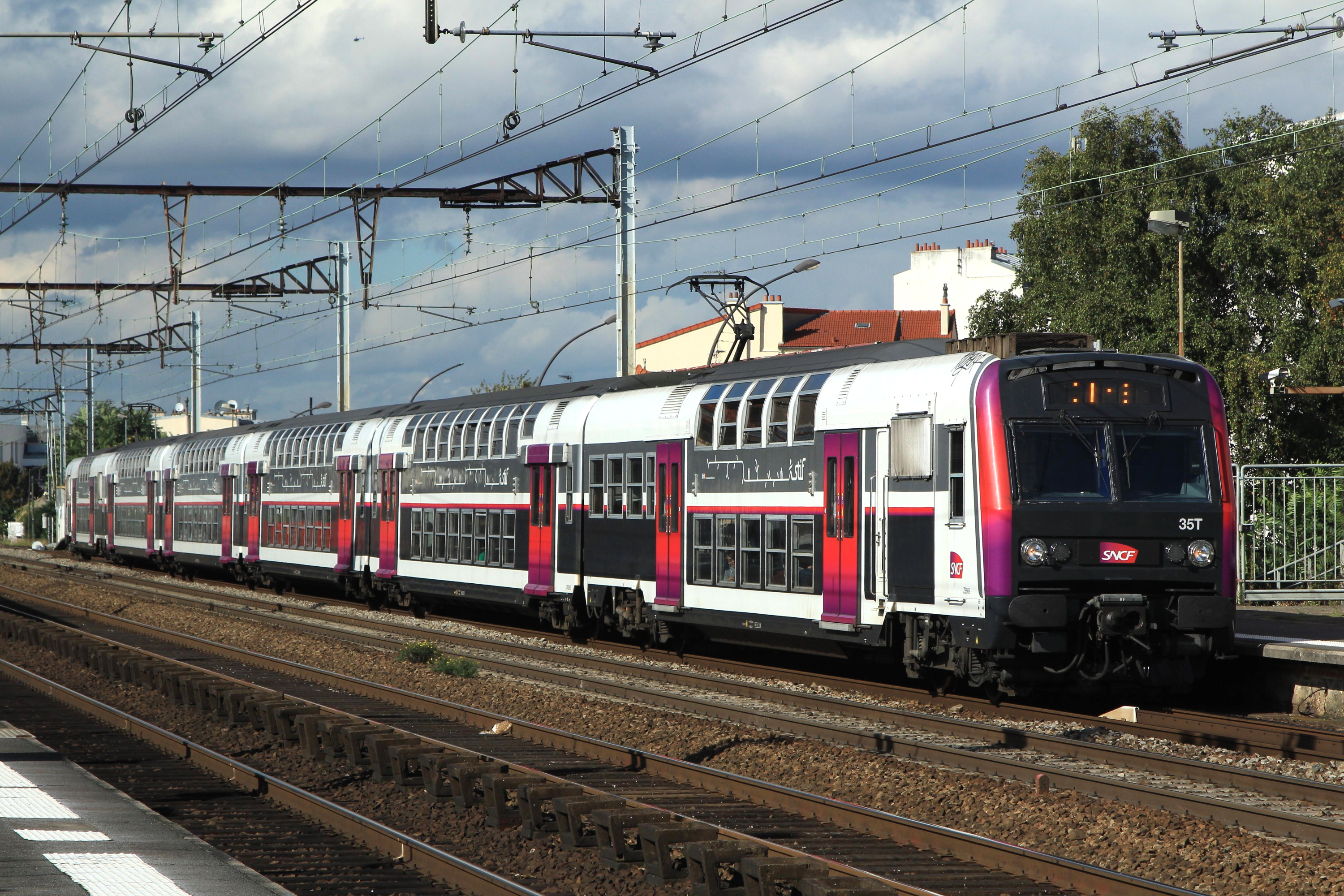
La Z 5669/70 en gare de Vitry-sur-Seine, sur le RER C.

Cette liste recense les éléments du parc de Z 5600, matériel roulant de la Société nationale des chemins de fer français (SNCF) circulant sur le réseau Transilien.

## État du matériel
Le nombre de rames Z 5600 construites est de 52, numérotées 01 à 52. 47 sont encore en service sur les lignes :
- C du RER d'Île-de-France ;
- V du Transilien (en pool avec le RER C) ;
- TER Bourgogne-Franche-Comté.

Elles sont gérées par deux Supervisions techniques de flotte (STF) : 
- « STF Ligne C » (SLC), avec 35 exemplaires .
- « STF Lignes D et R » (SLD), avec 12 exemplaires.

| Rames | Motrices   | Mise en service   | Radiation        | Livrée extérieure | Nombre de caisses | STF | Équipements intérieurs                         | Baptême (date)                      | Lignes                                                         |
| --- | ---------- | ----------------- | ---------------- | ----------------- | ----------------- | --- | ---------------------------------------------- | ----------------------------------- | -------------------------------------------------------------- |
| 01 C | Z 5601/02  | 9 décembre 1983   | /                | Transilien        | 6                 | SLD | SIVE – vidéosurveillance                       | Savigny-le-Temple (11 février 1989) | TER BFC                                                        |
| 02 C | Z 5603/04  | 19 juillet 1983   | /                | Transilien        | 6                 | SLD | SIVE – vidéosurveillance                       | /                                   | TER BFC                                                        |
| 03 C | Z 5605/06  | 20 janvier 1984   | /                | Transilien        | 6                 | SLD | SIVE – vidéosurveillance                       | /                                   | TER BFC                                                        |
| 04 C | Z 5607/08  | 9 août 1983       | /                | Transilien        | 6                 | SLD | SIVE – vidéosurveillance                       | /                                   | TER BFC                                                        |
| 05 C | Z 5609/10  | 18 novembre 1983  | /                | Transilien        | 6                 | SLD | SIVE – vidéosurveillance                       | /                                   | TER BFC                                                        |
| 06 C | Z 5611/12  | 1er février 1984  | /                | Transilien        | 6                 | SLD | SIVE – vidéosurveillance                       | /                                   | TER BFC                                                        |
| 07 C | Z 5613/14  | 13 janvier 1984   | /                | Transilien        | 6                 | SLD | SIVE – vidéosurveillance                       | /                                   | TER BFC                                                        |
| 08 C | Z 5615/16  | 5 janvier 1984    | 29 novembre 2024 | Transilien        | 6                 | /   | /                                              | /                                   | /                                                              |
| 09 C | Z 5617/18  | 27 janvier 1984   | /                | Transilien        | 6                 | SLD | SIVE – vidéosurveillance                       | /                                   | TER BFC                                                        |
| 10 C | Z 5619/20  | 3 avril 1984      | 29 novembre 2024 | Transilien        | 6                 | /   | /                                              | /                                   | /                                                              |
| 11 C | Z 5621/22  | 26 mars 1984      | /                | Transilien        | 6                 | SLD | SIVE – vidéosurveillance                       | /                                   | TER BFC                                                        |
| 12 C | Z 5623/24  | 3 mars 1984       | /                | Transilien        | 6                 | SLD | SIVE – vidéosurveillance                       | /                                   | TER BFC                                                        |
| 13 C | Z 5625/26  | 16 avril 1984     | /                | Transilien        | 6                 | SLD | SIVE – vidéosurveillance                       | /                                   | TER BFC                                                        |
| 14 C | Z 5627/28  | 30 avril 1984     | 29 novembre 2024 | Transilien        | 6                 | /   | /                                              | /                                   | /                                                              |
| 15 C | Z 5629/30  | 4 juin 1984       | /                | Transilien        | 6                 | SLD | SIVE – vidéosurveillance                       | /                                   | TER BFC                                                        |
| 16 C | Z 5631/32  | 7 décembre 1984   | 15 janvier 2020  | Transilien        | 4                 | /   | /                                              | /                                   | /                                                              |
| 17 C | Z 5633/34  | 23 juillet 1984   | /                | Carmillon         | 4                 | SLC | Décoration ligne V SIVE – vidéosurveillance    | Athis-Mons (15 septembre 1984)      | (RER) · (C) · Transilien · Ligne V du Transilien               |
| 18 C | Z 5635/36  | 31 juillet 1984   | /                | Transilien        | 4                 | SLC | SIVE – vidéosurveillance                       | Viroflay (28 mars 1987)             | (RER) · (C) · Transilien · Ligne V du Transilien               |
| 19 C | Z 5637/38  | 23 juillet 1984   | /                | Transilien        | 4                 | SLC | SIVE – vidéosurveillance                       | /                                   | (RER) · (C) · (RER) · (C) · Transilien · Ligne V du Transilien |
| 20 C | Z 5639/40  | 29 septembre 1984 | /                | Transilien        | 4                 | SLC | SIVE – vidéosurveillance                       | /                                   | (RER) · (C) · Transilien · Ligne V du Transilien               |
| 21 C | Z 5641/42  | 30 octobre 1984   | /                | Carmillon         | 4                 | SLC | Décoration ligne V SIVE – vidéosurveillance    | /                                   | (RER) · (C) · Transilien · Ligne V du Transilien               |
| 22 C | Z 5643/44  | 22 août 1984      | /                | Carmillon         | 4                 | SLC | SIVE – vidéosurveillance                       | /                                   | (RER) · (C) · Transilien · Ligne V du Transilien               |
| 23 C | Z 5645/46  | 30 novembre 1984  | /                | Transilien        | 4                 | SLC | SIVE – vidéosurveillance                       | /                                   | (RER) · (C) · Transilien · Ligne V du Transilien               |
| 24 C | Z 5647/48  | 30 novembre 1984  | /                | Transilien        | 4                 | SLC | SIVE – vidéosurveillance                       | /                                   | (RER) · (C) · Transilien · Ligne V du Transilien               |
| 25 C | Z 5649/50  | 13 décembre 1984  | /                | Transilien        | 4                 | SLC | SIVE – vidéosurveillance                       | /                                   | (RER) · (C) · Transilien · Ligne V du Transilien               |
| 26 C | Z 5651/52  | 10 janvier 1985   | /                | Carmillon         | 4                 | SLC | Décoration ligne V SIVE – vidéosurveillance    | /                                   | (RER) · (C) · Transilien · Ligne V du Transilien               |
| 27 C | Z 5653/54  | 10 novembre 1984  | /                | Carmillon         | 4                 | SLC | SIVE – vidéosurveillance                       | /                                   | (RER) · (C) · Transilien · Ligne V du Transilien               |
| 28 C | Z 5655/56  | 23 juillet 1984   | /                | Transilien        | 4                 | SLC | SIVE – vidéosurveillance                       | /                                   | (RER) · (C) · Transilien · Ligne V du Transilien               |
| 29 C | Z 5657/58  | 8 février 1985    | /                | Carmillon         | 4                 | SLC | SIVE – vidéosurveillance                       | /                                   | (RER) · (C) · Transilien · Ligne V du Transilien               |
| 30 C | Z 5659/60  | 8 juillet 1984    | /                | Transilien        | 4                 | SLC | SIVE – vidéosurveillance                       | /                                   | (RER) · (C) · Transilien · Ligne V du Transilien               |
| 31 C | Z 5661/62  | 28 décembre 1984  | /                | Carmillon         | 4                 | SLC | Décoration ligne V SIVE – vidéosurveillance    | /                                   | (RER) · (C) · Transilien · Ligne V du Transilien               |
| 32 T | Z 5663/64  | 6 mars 1985       | /                | Carmillon         | 6*                | SLC | SIVE – vidéosurveillance                       | /                                   | (RER) · (C)                                                    |
| 33 T | Z 5665/66  | 18 février 1985   | /                | Transilien        | 6*                | SLC | SIVE – vidéosurveillance                       | /                                   | (RER) · (C)                                                    |
| 34 T | Z 5667/68  | 28 mars 1985      | /                | Carmillon         | 6*                | SLC | SIVE – vidéosurveillance                       | /                                   | (RER) · (C)                                                    |
| 35 T | Z 5669/70  | 11 septembre 1984 | /                | Carmillon         | 6*                | SLC | SIVE – vidéosurveillance                       | /                                   | (RER) · (C)                                                    |
| 36 C | Z 5671/72  | 21 mars 1985      | /                | Transilien        | 4                 | SLC | SIVE – vidéosurveillance                       | /                                   | (RER) · (C) · Transilien · Ligne V du Transilien               |
| 37 C | Z 5673/74  | 28 mars 1985      | /                | Transilien        | 4                 | SLC | SIVE – vidéosurveillance                       | /                                   | (RER) · (C) · Transilien · Ligne V du Transilien               |
| 38 C | Z 5675/76  | 10 novembre 1984  | /                | Transilien        | 4                 | SLC | SIVE – vidéosurveillance                       | /                                   | (RER) · (C) · Transilien · Ligne V du Transilien               |
| 39 T | Z 5677/78  | 12 avril 1985     | /                | Carmillon         | 6*                | SLC | Château de Versailles SIVE – vidéosurveillance | /                                   | (RER) · (C)                                                    |
| 40 C | Z 5679/80  | 2 mai 1985        | /                | Transilien        | 4                 | SLC | SIVE – vidéosurveillance                       | /                                   | (RER) · (C) · Transilien · Ligne V du Transilien               |
| 41 T | Z 5681/82  | 18 avril 1985     | /                | Carmillon         | 6*                | SLC | SIVE – vidéosurveillance                       | /                                   | (RER) · (C)                                                    |
| 42 C | Z 5683/84  | 10 juin 1985      | /                | Carmillon         | 4                 | SLC | SIVE – vidéosurveillance                       | /                                   | (RER) · (C) · Transilien · Ligne V du Transilien               |
| 43 C | Z 5685/86  | 31 mai 1985       | /                | Carmillon         | 4                 | SLC | Décoration ligne V SIVE – vidéosurveillance    | /                                   | (RER) · (C) · Transilien · Ligne V du Transilien               |
| 44 T | Z 5687/88  | 31 mai 1985       | /                | Carmillon         | 6*                | SLC | Château de Versailles SIVE – vidéosurveillance | /                                   | (RER) · (C)                                                    |
| 45 T | Z 5689/90  | 13 septembre 1985 | 16 mai 2025      | Transilien        | 6*                | /   | /                                              | /                                   | /                                                              |
| 46 T | Z 5691/92  | 26 juin 1985      | /                | Carmillon         | 6*                | SLC | SIVE – vidéosurveillance                       | /                                   | (RER) · (C)                                                    |
| 47 T | Z 5693/94  | 30 novembre 1984  | /                | Carmillon         | 6*                | SLC | SIVE – vidéosurveillance                       | /                                   | (RER) · (C)                                                    |
| 48 T | Z 5695/96  | 28 février 1985   | /                | Carmillon         | 6*                | SLC | Château de Versailles SIVE – vidéosurveillance | /                                   | (RER) · (C)                                                    |
| 49 C | Z 5697/98  | 24 avril 1985     | /                | Transilien        | 4                 | SLC | SIVE – vidéosurveillance                       | Brétigny-sur-Orge (16 mai 1985)     | (RER) · (C) · Transilien · Ligne V du Transilien               |
| 50 T | Z 5699/700 | 26 avril 1985     | /                | Carmillon         | 6*                | SLC | Château de Versailles SIVE – vidéosurveillance | Étampes (8 juin 1985)               | (RER) · (C)                                                    |
| 51 T | Z 5701/02  | 31 mai 1985       | /                | Transilien        | 6*                | SLC | SIVE – vidéosurveillance                       | /                                   | (RER) · (C)                                                    |
| 52 T | Z 5703/04  | 4 juin 1985       | /                | Carmillon         | 6*                | SLC | Château de Versailles SIVE – vidéosurveillance | /                                   | (RER) · (C)                                                    |
| Légende : SIVE = Système d'information voyageurs embarqué * = Rame à six caisses dont deux sont issues du parc de VB 2N. Les rames de ce type sont nommées Evolys. GBE : Garé bon état, engin retiré du service mais non des effectifs. |            |                   |                  |                   |                   |     |                                                |                                     |                                                                |